# 미나스 티리스
미나스 티리스(Minas tirith)는 실마릴리온과 반지의 제왕에 등장하는 장소이다. 이름의 뜻은 신다린으로 감시의 탑으로, 태양의 제1시대와 제3시대에 같은 이름의 도시가 두 곳 있었지만 서로 다른 장소이다.

## 태양의 첫 시대의 미나스 티리스
제1시대에 벨레리안드의 톨 시리온에 세워진 요새이다. 나르고스론드의 왕 핀로드 펠라군드가 모르고스의 세력을 감시하기 위해 세웠으며, 오로드레스가 관리하였다.
다고르 브라골라크가 벌어졌을 때, 미나스 티리스는 사우론에 의해 점령당하고, 이름 또한 톨 인 가우로스(Tol-In-gaurhoth, 늑대인간의 섬)로 개명당하여 악의 소굴로 사용된다. 톨 인가우로스는 베렌과 루시엔의 이야기에서 재등장하며, 핀로드는 베렌과 함께 이곳에 생포된 뒤 목숨을 잃는다. 이후 루시엔이 베렌을 찾아왔을 때 사우론은 그녀를 붙잡으려 했지만 사냥개 후안에 의해 격퇴되어 처절한 상태로 떠나게 된다. 사우론이 떠난 뒤 베렌과 루시엔은 붙잡힌 포로들을 풀어주고, 핀로드를 장사 지낸 뒤 섬을 정화하였다. 분노의 전쟁이 끝난 뒤 벨레리안드가 침몰할 때 함께 바다에 가라앉았다.

## 태양의 제3시대의 미나스 티리스
제3시대의 미나스 티리스는 곤도르 왕국의 수도로 아노리엔에 위치해있다. 본명은 미나스 아노르(Minas Anor, 지는 태양의 탑)이며 미나스 이실(Minas Isil, 뜨는 달의 탑)과는 쌍둥이 탑으로, 곤도르 건국 초기 동쪽의 외부 세력으로부터 땅을 방어하기 위해 세워진 곳이었다. 그러나 미나스 이실이 함락되어 미나스 모르굴이 되고, 본래 수도였던 오스길리아스가 폐허가 되자, 에아르닐2세가 이곳으로 수도를 옮기고 미나스 티리스로 개명했다. 반지전쟁 이후 북부 아르노르의 수도 안두미나스와 함께 주요도시가 된다.
난공불락의 요새로 통했으며, 요정이 세운 1시대의 미나스 티리스와는 달리 인간이 세웠으나, 세월조차도 그 굳건함을 꺾을 수 없다는 누메노르의 석공술로 지어졌기 때문에 세워진 지반을 날리지 않는 한 붕괴될 수가 없었다. 또한 이 요새가 세워진 장소 또한 뒤로는 거대한 백색 산맥을 끼고 있고, 앞으로는 평원이 위치해, 천혜의 요새를 이루고 있었다. 도시의 구조 또한 층층이 쌓인 구조였기 때문에 수도로써의 기능은 약해도, 요새로는 완벽한 구조였다.
미나스 티리스의 정상에는 시들어버린 흰 나무가 있었는데, 이는 곤도르의 마지막 왕이 사라지자 함께 시든 채 1000년 가까이 방치된 것이었다. 반지 전쟁이 끝난 뒤 엘레사르 텔콘타르 왕이 즉위하였을 때 간달프와 함께 새로운 흰 나무의 묘목을 발견해서, 시든 님로스는 왕의 묘역, 라스 디넨에 안치되었다.